# Lycodonomorphus whytii
Espèce
Synonymes
- Glypholycus whytii Boulenger, 1897

Statut de conservation UICN

 LC  : Préoccupation mineure
Lycodonomorphus whytii est une espèce de serpents de la famille des Lamprophiidae. 

## Répartition
Cette espèce se rencontre :
- en Tanzanie ;
- au Mozambique ;
- en Afrique du Sud ;
- au Swaziland.

## Description
C'est un serpent ovipare.

## Taxinomie
La sous-espèce Lycodonomorphus whytii obscuriventris a été élevée au rang d'espèce.

## Étymologie
Cette espèce est nommée en l'honneur d'Alexander Whyte.

## Publication originale
- Boulenger, 1897 : A list of the reptiles and batrachians collected in northern Nyassaland by Mr. Alex Whyte, F.Z.S., and presented to the British Museum by Sir Harry H. Johnston, K.C.B., with descriptions of new species. Proceedings of the Zoological Society of London, vol. 1897, p. 800-803 (texte intégral).